# Komercjalizacja przedsiębiorstw państwowych
Komercjalizacja przedsiębiorstw państwowych – przekształcanie przedsiębiorstw państwowych w spółki prawa handlowego.

## Komercjalizacja przedsiębiorstw państwowych w Polsce
Komercjalizacja, w myśl Ustawy o komercjalizacji i niektórych uprawnieniach pracowników z dnia 30 sierpnia 1996 roku, polega na przekształceniu przedsiębiorstwa państwowego w jednoosobową spółkę Skarbu Państwa – w formie spółki z ograniczoną odpowiedzialnością lub spółki akcyjnej.
Do końca 2016 r. komercjalizacja przedsiębiorstwa państwowego mogła nastąpić:
- z inicjatywy ministra właściwego do spraw Skarbu Państwa lub na wniosek organu założycielskiego
- na wniosek dyrektora i rady pracowniczej przedsiębiorstwa
- na uzasadniony wniosek organu wykonawczego jednostki samorządu terytorialnego, na obszarze którego znajduje się siedziba tego przedsiębiorstwa, na podstawie uchwały organu stanowiącego tej jednostki (uchylony art. 4a ustawy o komercjalizacji i prywatyzacji z 1996 roku). Jeśli cel komercjalizacji był inny niż prywatyzacja, organ założycielski potrzebował zgody Rady Ministrów.

Od 2017 r. komercjalizacji przedsiębiorstwa państwowego dokonuje się na wniosek dyrektora i rady pracowniczej przedsiębiorstwa państwowego. Organ założycielski może dokonać tego też z własnej inicjatywy.
W latach 1990–2015 w Polsce dokonano łącznie komercjalizacji 1756 przedsiębiorstw państwowych. W wyniku zrealizowanych przekształceń powstało 1739 jednoosobowych spółek Skarbu Państwa oraz 17 spółek z udziałem wierzycieli na podstawie Działu III ustawy z dnia 30 sierpnia 1996 r. o komercjalizacji i prywatyzacji (tzw. komercjalizacja z konwersją wierzytelności).
1301 spółek Skarbu Państwa, powstałych w wyniku komercjalizacji, zostało objętych dalszymi formami przekształceń własnościowych. Najczęściej była to prywatyzacja pośrednia (41,74% spółek) lub wniesienie do Narodowych Funduszy Inwestycyjnych (39,36% spółek). Akcje lub udziały 9,76% spółek Skarbu Państwa powstałych w wyniku komercjalizacji zostały zamienione w zamian za wierzytelności w ramach bankowego postępowania ugodowego, 5,61% spółek przekazano nieodpłatnie na rzecz jednostek samorządu terytorialnego, a w przypadku 1,38% spółek nastąpiło objęcie akcji lub udziałów w podwyższonym kapitale zakładowym jednoosobowych spółek Skarbu Państwa przez podmioty inne niż Skarb Państwa i państwowe osoby prawne. W pozostałych przypadkach (2,15% przekształcanych spółek) zastosowano inne metody przekształceń własnościowych.

### Komercjalizacja z konwersją wierzytelności
W przypadku przedsiębiorstw znajdujących się w złej sytuacji finansowej następuje komercjalizacja z konwersją wierzytelności, czyli konwersja w spółkę z ograniczoną odpowiedzialnością z udziałem Skarbu Państwa i wierzycieli, którzy za swoje wierzytelności nabywają udziały w tej spółce. Decyzję o komercjalizacji z konwersją wierzytelności podejmuje minister Skarbu Państwa w sytuacji, gdy spełniona jest jedna z dwóch obligatoryjnych przesłanek:
- suma zobowiązań, zaciągniętych kredytów i pożyczek powiększona o należne wierzycielom odsetki za zwłokę w zapłacie tych wierzytelności stanowi więcej niż 60% wartości księgowej aktywów;
- suma zobowiązań krótkoterminowych, zaciągniętych kredytów i pożyczek przeterminowanych powiększona o należne wierzycielom odsetki za zwłokę w zapłacie tych wierzytelności stanowi więcej niż 50% przychodów pomniejszonych o przychody ze sprzedaży środków trwałych.

Wbrew rozpowszechnionych w mediach twierdzeniom komercjalizacja nie oznacza automatycznie nastawienia przedsiębiorstwa na „maksymalizację zysku”, co budzi szczególne kontrowersje w przypadku szpitali. Spółki prawa handlowego nastawione są na maksymalizację ich wartości rynkowej w długim okresie.